# Wojna biologiczna

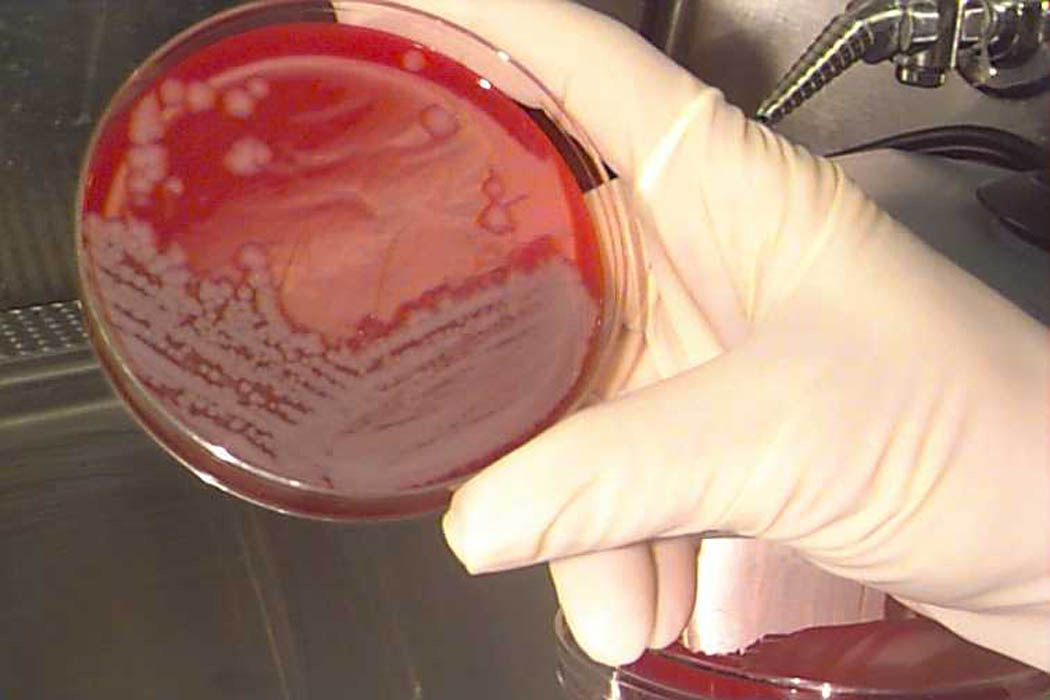
zdjęcie wąglika

Wojna biologiczna – wojna prowadzona przy pomocy masowych działań zbrojnych przy użyciu mikroorganizmów. Ten typ wojny cechuje użycie mikrobów (wirusy, bakterie itp.) jako broni. Ma to swoje strategiczne wady i zalety.
Zaletami są masowe zgony wroga, anarchia, panika w szeregach wroga, ponadto infrastruktura przeciwnika pozostaje nienaruszona. Wady zaś to istnienie uzasadnionej obawy przed mutacją "broni", przez co wojska siły używającej danej strategii mogą paść ofiarą własnej broni (podobnie jak w przypadku użycia broni chemicznej (gazu musztardowego) podczas I wojny światowej).